# 平一二
平 一二（たいら かずじ、1905年7月5日 - 没年不明）は元・東宝スタジオ所属の日本映画の編集技師。本名は平 泰陳。

## 来歴・人物
1932年にJOスタジオの映画撮影に従事、その後洋画のスーパー撮影に専念。1935年にJO東京事務所に転属するが、洋画の輸入が激減し1939年に同盟通信社映画部に移る。ニュースの編集を経て1940年に文化映画に転勤。編集と演出も務め、戦後の1952年に東宝の編集技師となる。1960年に定年退職。
本名の「泰陳」の読みについて『ゴジラ』の監督である本多猪四郎は、普段「ヘイチン」と愛称で呼んでいたために本当の読み方について不明である旨の発言をしている。また、「平 一二」に改名した理由については、「名前が難しいために簡単な名前にしたのでは」と苦笑交じりに答えている。

## 映画
| 公開年月日 | 公開年月日 | 作品名                 | 制作（配給） |
| ---------- | ---------- | ---------------------- | ------------ |
| 1954年     | 11月3日    | ゴジラ                 | 東宝         |
| 1955年     | 1月9日     | 恋化粧                 | 東宝         |
| 1955年     | 4月24日    | ゴジラの逆襲           | 東宝         |
| 1955年     | 9月21日    | くちづけ               | 東宝         |
| 1956年     | 2月12日    | 逃げてきた花嫁         | 東宝         |
| 1956年     | 2月18日    | チエミの初恋チャチャ娘 | 東宝         |
| 1956年     | 6月28日    | 与太者と若旦那         | 東宝         |
| 1956年     | 10月24日   | 若人の凱歌             | 東宝         |
| 1958年     | 6月24日    | 美女と液体人間         | 東宝         |
| 1958年     | 10月14日   | 大怪獣バラン           | 東宝         |
| 1959年     | 1月22日    | こだまは呼んでいる     | 東宝         |
| 1959年     | 4月28日    | 或る剣豪の生涯         | 東宝         |
| 1959年     | 10月25日   | 日本誕生               | 東宝         |
| 1959年     | 12月26日   | 宇宙大戦争             | 東宝         |
| 1960年     | 4月10日    | 電送人間               | 東宝         |
| 1960年     | 12月11日   | ガス人間第一号         | 東宝         |
| 1961年     | 7月30日    | モスラ                 | 東宝         |